# Il mistero Penrose
Il mistero Penrose (titolo originale The Penrose Mystery) è un romanzo poliziesco del 1936 dello scrittore inglese Richard Austin Freeman. È il diciassettesimo romanzo che ha come protagonista l'investigatore scientifico dottor John Thorndyke.

## Trama
Il dottor Thorndyke viene consultato per indagare sulla scomparsa di un eccentrico collezionista di antichità, il signor Daniel Penrose. La sua auto è stata ritrovata abbandonata, con tracce che dimostrano il suo coinvolgimento in un incidente stradale che ha causato la morte di un pedone; in un ospedale della stessa zona viene ricoverato un uomo che fugge abbandonando un soprabito nelle cui tasche viene ritrovata la patente di guida di Penrose. Apparentemente il collezionista si è reso latitante per sfuggire alla giustizia. Qualcuno inoltre si è introdotto in casa sua durante la sua assenza, penetrando in una stanza dove un armadio-cassaforte potrebbe custodire dei pezzi di valore. L'esistenza di oggetti preziosi però non è sicura, dato che Penrose è estremamente riservato su tutto quanto riguarda la sua collezione. Gli indizi a disposizione di Thorndyke sono solo quelli desumibili dall'enigmatico catalogo della collezione stessa e dall'analisi degli elementi fisici ricavabili dall'automobile e dal soprabito dello scomparso.

## Personaggi principali
- Ernest Lockhart - avvocato
- Daniel Penrose - eccentrico collezionista
- David Parrott - proprietario di un negozio di antiquariato
- Mrs. Pettigrew - impiegata del negozio di Parrott
- Mr. Tims - ebanista, impiegato di Parrott
- Mr. Brodribb - avvocato
- Francis Horridge - cugino di Penrose
- Edward Kickweed - maggiordomo di Penrose
- Mr. Elmhurst - archeologo
- Dottor John Evelyn Thorndyke - professore di medicina legale
- Polton - suo assistente di laboratorio
- Dottor Jervis - medico e socio di Thorndyke
- Miller - Sovrintendente di Scotland Yard

## Critica
Il mistero Penrose è migliore nei capitoli introduttivi (1-3), narrati dall'avvocato. Questi non sono molto simili alla trilogia dei primi romanzi. Piuttosto, il ritratto dell'eccentrico collezionista Daniel Penrose ricorda il negozio di antiquario nella storia di Freeman The Brazen Serpent (1911) con protagonista Danby Croker. Freeman chiaramente è un esperto di antichità inglesi e la sua passione è evidente. Sia questo libro sia The Stoneware Monkey offrono una visione dall'interno del movimento dell'artigianato inglese degli anni '30, qualcosa che si vede di rado in un romanzo. Questo libro sfortunatamente non riesce a costruire un buon engima per la trama, anche se Freeman ha una o due idee intelligenti come assi nella manica.
Il mistero Penrose mostra delle somiglianze con il successivo Il mistero di Jacob Street (1942). Entrambi i romanzi all'inizio si concentrano su un piccolo gruppo di amici, di cui Polton è un membro e al quale contribuisce con le sue abilità di tecnico e meccanico. [...] Le scene ambientate nel tumulo mostrano le reliquie di una religione preistorica in Gran Bretagna e dei suoi usi e costumi funerari. In questo, il libro ricorda L'occhio di Osiride."

Alcune scene del romanzo sono ambientate in un antico tumulo neolitico, la Tomba di Julliberrie, situato vicino ad Ashford, nel Kent. Gli scavi archeologici che si svolgono nel romanzo anticiparono quelli svoltisi nella vita reale, che ebbero luogo tra il 1936 e il 1937, dopo la pubblicazione del libro.

## Edizioni
- Richard Austin Freeman, Il mistero Penrose, traduzione di Marcello Jatosti, Il giallo economico classico, Roma, Newton Compton, 1997, ISBN 978-88-8183-653-6.
- Richard Austin Freeman, Il mistero Penrose, in I misteri del Dr. Thorndyke, traduzione di Chiara Cirelli, Roma, Castelvecchi, 2014, ISBN 978-88-6826-741-4.